# أتلتيكو غويانيينسي
نادي أتلتيكو غويانيينسي (بالبرتغالية: Atlético Clube Goianiense‏) هو نادي رياضي برازيلي ، أسس بتاريخ 2 أبريل 1937  وهو بهذا أقدم أندية مدينة غويانيا.
في سنة 2010 عاد النادي إلى دوري الدرجة الأولى بعد غياب 23 سنة.

## إنجازاته
حصل نادي أتلتيكو غويانيينسي على بطولة الدوري البرازيلي الدرجة الثانية لمرة وحيدة في تاريخه في سنة 2016 وبطولة الدوري البرازيلي الدرجة الثالثة في دورتي 1990 و2008.

## وصلة خارجية
- الموقع الرسمي لنادي أتلتيكو غويانيينسي (بالبرتغالية)